# Bataille d'Hamburger Hill
Pour les articles homonymes, voir Hamburger Hill.
Guerre du Viêt Nam
Batailles
La bataille de Hamburger Hill a été l'une des batailles les plus controversées de la guerre du Viêt Nam. Le surnom Hamburger Hill (littéralement : « colline du hamburger ») a été donné par des journalistes américains pour décrire le carnage produit par les combats menés essentiellement par l'infanterie.

## La bataille
Durant le printemps 1969, les services de renseignements américains repèrent d'importantes positions nord-viêtnamiennes dans la vallée d'A Shau (en), près de la frontière laotienne. De ce fait, une vaste opération de nettoyage est mise en place dans la vallée, qui débute le 10 mai 1969. Les forces américaines, appuyées par des unités de l'ARVN, découvrent alors une importante position fortifiée vietcong dans la jungle de la montagne Dong Ap Bia (en) (la cote 937). Le 13 mai, le 187e régiment d'infanterie monte à l'assaut après un puissant barrage d'artillerie, mais il est repoussé. Commence alors un combat permanent, dans la boue et sous des pluies torrentielles, afin de s'emparer progressivement de la cote. Finalement, le 20 mai, au terme d'une semaine d'âpres combats, trois bataillons de l'armée américaine et un bataillon de l'armée sud-vietnamienne montent une nouvelle fois à l'assaut des positions de l'armée populaire vietnamienne et atteignent le sommet de la Hamburger Hill pour constater que l'ennemi a fui durant la nuit.

## Le résultat

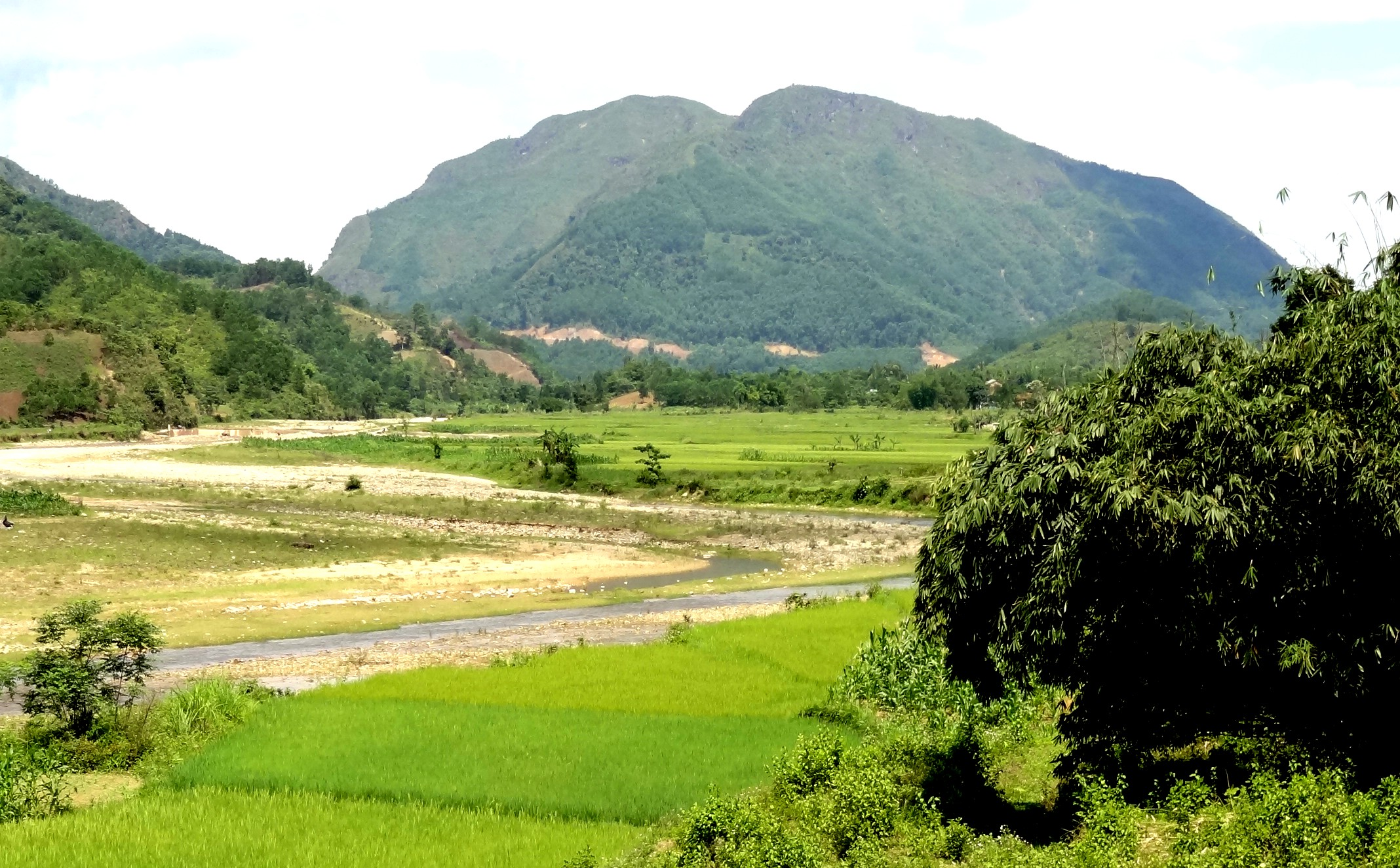
Hamburger Hill, avril 2011, photo Bác Trâu.

Les pertes américaines pendant cette bataille de dix jours se sont montées à 56 morts et 372 blessés. L'armée sud-vietnamienne perd une trentaine d'hommes. Pour prendre la position, l'armée américaine a engagé cinq bataillons d'infanterie, soit environ 1 800 hommes, et dix batteries d'artillerie. En outre, l'United States Air Force a effectué 272 sorties de soutien et déversé plus de 450 tonnes de bombes et 69 tonnes de napalm.
Les 7e et 8e bataillons du 29e régiment de l'Armée populaire vietnamienne ont eu 630 morts, découverts sur et autour du champ de bataille, y compris ceux trouvés dans les morgues du complexe de tunnels. À la fin de la bataille, un soldat américain aurait griffonné sur un morceau de carton : « Hamburger Hill ; cela en valait-il la peine ? ».

## Conséquences
Les répercussions de la bataille furent plus politiques que militaires. Le questionnement des médias au sujet de la nécessité de cette bataille s'accrut pendant plusieurs semaines après la fin du combat, principalement lorsque le nouveau commandant de la 101edivision aéroportée américaine, le général John W. Wright (en), abandonna sans combat la colline le 5 juin.
Le débat sur la « colline hamburger » se prolongea jusqu'au Congrès des États-Unis, avec les critiques formulées par les sénateurs démocrates Edward Moore Kennedy, George McGovern et Stephen Young.
La polémique sur la conduite de la bataille mena à une réestimation de la stratégie des États-Unis au Viêt Nam.

## Film
La bataille de Hamburger Hill a inspiré un film de John Irvin : Hamburger Hill, sorti en 1987.
En préambule du film RRRrrrr!!! d'Alain Chabat, cet épisode est évoqué en signalant finalement : « ce film ne raconte pas leur histoire ».